# Chiesa di San Giuseppe (Trento)
La chiesa di San Giuseppe è un luogo di culto cattolico di Trento. Si trova a circa 500 metri distante dalla chiesa di San Pio X.

## Storia

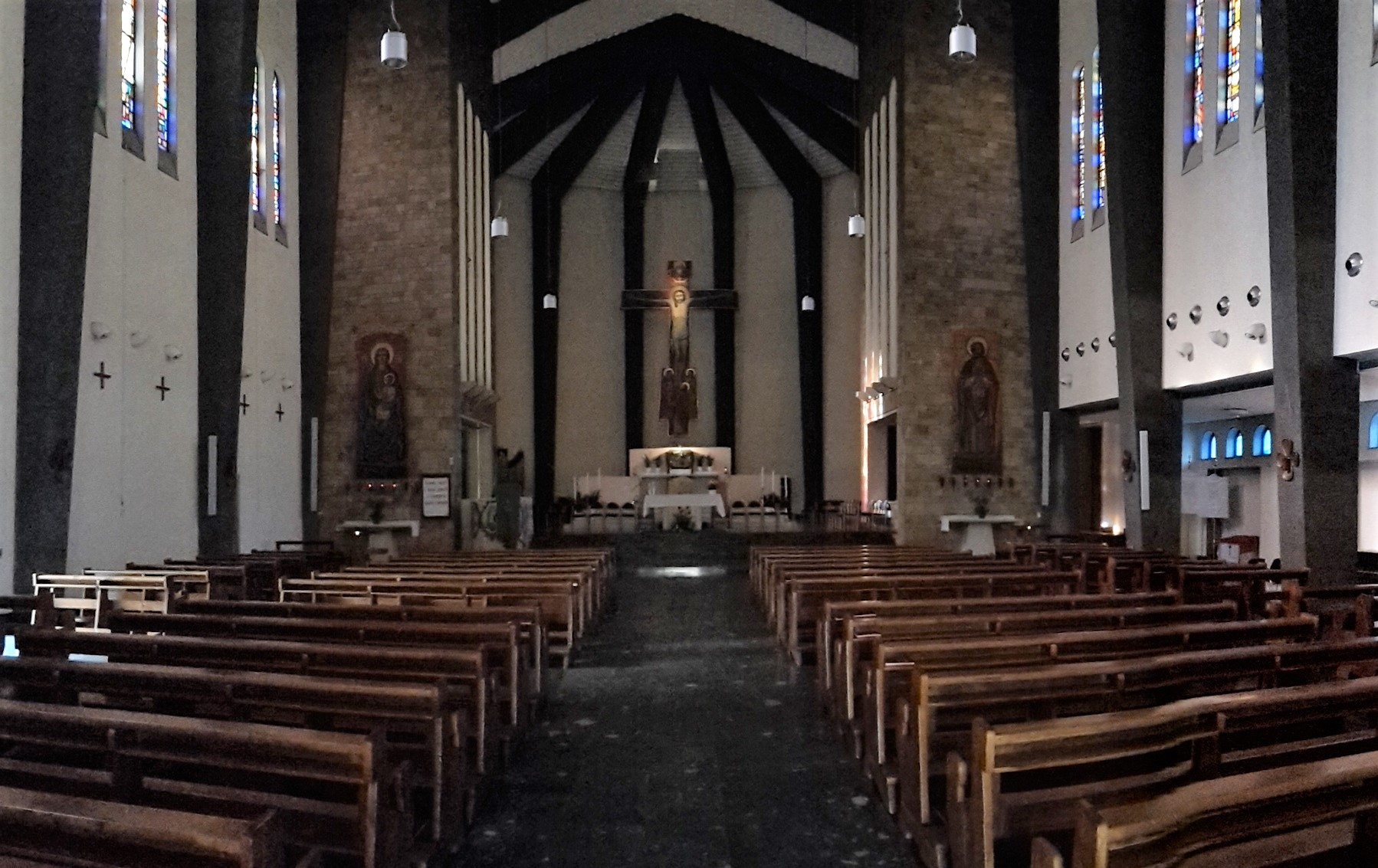
L'interno della chiesa

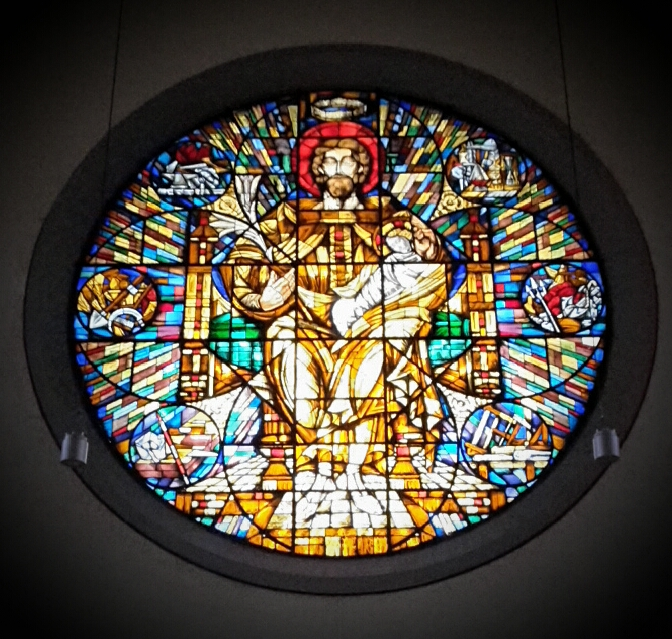
Il rosone

La chiesa venne progettata dall'architetto trentino Efrem Ferrari e successivamente costruita tra il 1955 e il 1958. L'edificio religioso è orientato verso sud e mediante l'asse maggiore ulteriormente suddiviso in due navate, di cui una è la principale. La struttura ha verso l'esterno una facciata rivestita in pietra e presenta un portico a tre arcate, il tutto sormontato da un rosone circolare raffigurante San Giuseppe con in braccio Gesù. Al suo interno, sulle fiancate sono state costruite delle alte e strette finestre, cinque per lato. Sul lato nord-ovest si trova invece una piccola cappella battesimale, che risulta accessibile anche direttamente dall'esterno della chiesa. Il presbiterio è stato costruito in posizione elevata di cinque gradini; a ovest si trova una cappella minore mentre a est la sacrestia. Infine esiste anche una cripta, direttamente accessibile dalle scale nei pressi della sacrestia.